# Candelabro

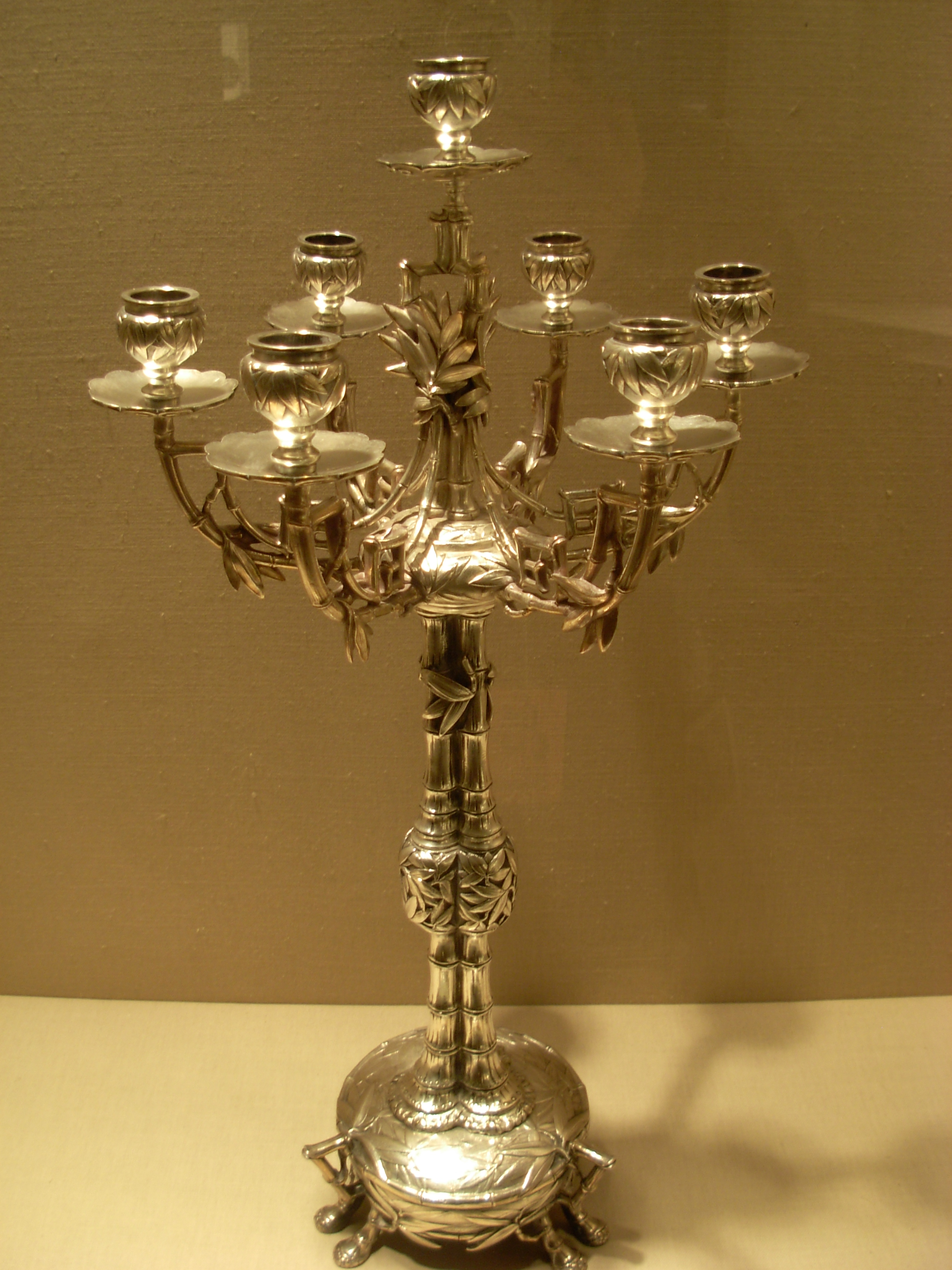
Um candelabro.

Um candelabro é um castiçal com vários braços (múltiplas velas).
O candelabro de sete braços encontra-se ligado à cultura judaica, devido à sua menção no capítulo 25 do Livro do Êxodo, do Antigo Testamento. Lá, encontra-se o detalhamento de uma peça desse tipo a ser confeccionada para o templo, sobre a qual repousaria o Espírito de Deus, de forma que o mesmo é conhecido pelo nome de Menorá. 
O profeta Zacarias também teve contato com o candelabro, visto que em seu livro, narra como teve a visão do mesmo, junto de dois ramos de oliveira, um à esquerda e outro à direita.